# 土万村
土万村（ひじまむら）は、兵庫県中西部（西播磨地区）にかつて存在した村。宍粟郡に属した。
1955年、山崎町、城下村、戸原村、河東村、神野村、蔦沢村と合併し、新たに山崎町となったため、地方自治体として消滅した。
旧村域は現在の宍粟市山崎町の西部に位置しており、土万小学校区にほぼ相当する宍粟市山崎町土万、塩山、大沢、葛根である。

## 地理
志文川が村域を南流する。

## 隣接している自治体（合併前）
- 宍粟郡：山崎町、千種村、三河村、蔦沢村
- 佐用郡：三日月町

## 歴史
- 1889年（明治22年）4月1日 町村制施行の際、宍粟郡土万村が成立。
- 1955年（昭和30年）7月20日 山崎町、城下村、戸原村、河東村、神野村、蔦沢村と合併し、山崎町となったことにより消滅。

## 地域

### 教育
現在は宍粟市立となっている。

#### 小学校
- 土万村立土万小学校

## 交通

### 道路
- 高速道路
  - 中国自動車道 葛根BS
- 県道
  - 兵庫県道53号宍粟下徳久線
  - 兵庫県道154号千種新宮線
  - 兵庫県道520号大沢岩野辺線